# یواس‌ان‌اس پترولیت (تی-ای‌او-۱۶۴)
یواس‌ان‌اس پترولیت (تی-ای‌او-۱۶۴) (به انگلیسی: USNS Petrolite (T-AO-164)) یک کشتی بود که طول آن ۵۲۳ فوت ۶ اینچ (۱۵۹٫۵۶ متر) بود. این کشتی در سال ۱۹۴۴ ساخته شد.